# خون (مجموعه تلویزیونی)
خون (کره‌ای: 블러드; لاتین‌نویسی اصلاح‌شده: Beulleodeu) یک مجموعهٔ تلویزیونی کره جنوبی سال ۲۰۱۵ با بازی آن جه-هیون، جی جین-هی و کو هه سان است. این مجموعه از ۱۶ فوریه تا ۲۱ آوریل ۲۰۱۵، روزهای دوشنبه و سه‌شنبه ساعت ۲۲:۰۰ (کی‌اس‌تی) از کی‌بی‌اس۲ برای ۲۰ قسمت پخش شد.

## بازیگران

### اصلی
- آن جه-هیون در نقش پارک جی سانگ/جیسون پارک
- جی جین هی در نقش لی جه ووک
- کو هه سان در نقش یو ری تا/یو چه اون
- سون سو هیون در نقش مین گا یون